# Refik Saydam
Refik Saydam (ur. 8 września 1881 w Stambule, zm. 8 lipca 1942 tamże) – turecki lekarz, polityk kemalistowski, długoletni (1921-1937) minister zdrowia, premier Turcji (1939-1942).

## Życiorys
Syn Hacı Ahmet Efendi, kupca. Po ukończeniu szkoły kadetów kontynuował naukę w tureckiej wojskowej szkole medycznej, którą ukończył w 1905 jako porucznik lekarz. W 1910 wyjechał do Niemiec, gdzie odbywał praktyki lekarskie w renomowanych klinikach Berlina. Powrócił do Stambułu w 1912 po wybuchu I wojny bałkańskiej. W czasie wojen bałkańskich walczył z epidemią cholery w armii tureckiej. Stworzył wówczas szczepionkę przeciw durowi brzusznemu, cholerze i dyzenterii, stosowaną później masowo przez armie państw centralnych podczas I wojny światowej.
1 grudnia 1913 został mianowany wicedyrektorem departamentu zdrowia w Ministerstwie Wojny. Utworzył Instytut Bakteriologii, który w czasie I wojny światowej dostarczał na skalę masową szczepionki przeciw chorobom zakaźnym dla amii tureckiej. Po przystąpieniu Turcji do wojny został 1 czerwca 1915 awansowany do stopnia majora. Po zawarciu rozejmu w Mudros, kończącego udział Imperium Osmańskiego w wojnie został inspektorem sanitarnym w Inspektoracie IX Armii tureckiej, dowodzonym przez Mustafę Kemala. IX armia w maju 1919 wycofała się na wschód, zajmując 19 maja 1919 Samsun. Po odmowie objęcia funkcji szefa kliniki zakaźnej w szpitalu wojskowym w Erzurum Refik Saydam wystąpił z wojska i rozpoczął działalność polityczną. 23 kwietnia 1920 został deputowanym do Wielkiego Zgromadzenia Narodowego Turcji z aglomeracji Stambułu (obecna dzielnica Beyazit).
Od 10 marca 1921 był pierwszym ministrem zdrowia w historii Turcji, pełnił funkcję prawie nieprzerwanie do 24 października 1937, położył podstawy pod turecką publiczną służbę zdrowia, budując szpitale i przychodnie lekarskie, tworząc szkoły pielęgniarskie i internaty dla studentów medycyny, rozwijając opiekę przeciwgruźliczą. Przez 15 lat był prezesem Tureckiego Czerwonego Półksiężyca.
Po śmierci Kemala Atatürka (10 listopada 1938) w nowo powołanym 11 listopada rządzie Celâla Bayara objął tekę ministra spraw wewnętrznych. Został też sekretarzem generalnym kemalistowskiej Republikańskiej Partii Ludowej. 25 stycznia 1939 prezydent İsmet İnönü powierzył mu urząd premiera. W związku z rozwijającą się chorobą Parkinsona chciał zrezygnować ze stanowiska. Zmarł nagle na atak serca podczas podróży inspekcyjnej do Stambułu.
Pochowany na cmentarzu Cebeci Asri w Ankarze.